# Urera
Urera is een plantengeslacht uit de brandnetelfamilie (Urticaceae). De soorten uit het geslacht komen voor in Hawaï, van Mexico tot in tropisch Zuid-Amerika, in West- en westelijk Centraal-Afrika en op de eilanden in de westelijke Indische Oceaan.

## Soorten
- Urera acuminata (Poir.) Gaudich. ex Decne.
- Urera altissima Lillo
- Urera aurantiaca Wedd.
- Urera baccifera (L.) Gaudich. ex Wedd.
- Urera capitata Wedd.
- Urera caracasana (Jacq.) Gaudich. ex Griseb.
- Urera chlorocarpa Urb.
- Urera cuneata Rendle
- Urera domingensis Urb.
- Urera elata (Sw.) Griseb.
- Urera expansa (Sw.) Griseb.
- Urera fenestrata A.K.Monro & Al.Rodr.
- Urera filiformis Rusby
- Urera glabriuscula V.W.Steinm.
- Urera gravenreuthii Engl.
- Urera guanacastensis A.K.Monro & Al.Rodr.
- Urera kaalae Wawra
- Urera keayi Letouzey
- Urera killipiana Standl. & Steyerm.
- Urera laciniata Wedd.
- Urera lianoides A.K.Monro & Al.Rodr.
- Urera lobulata Urb. & Ekman
- Urera martiniana V.W.Steinm.
- Urera nitida (Vell.) P.Brack
- Urera pacifica V.W.Steinm.
- Urera simplex Wedd.
- Urera talbotii Rendle
- Urera verrucosa (Liebm.) V.W.Steinm.

... · 
Boehmeria · 
Cecropia · 
Coussapoa · 
Dendrocnide · 
Elatostema · 
Parietaria · 
Pilea · 
Soleirolia · 
Urtica (Brandnetel) · 
...